# 아베 요시로
아베 요시로(일본어: 阿部 吉朗, 1980년 7월 5일 ~ )는 일본의 전 축구 선수이다.

## 구단 경력
과거 FC 도쿄, 오이타 트리니타, 가시와 레이솔, 쇼난 벨마레, 방포레 고후, 주빌로 이와타, 마쓰모토 야마가 FC에서 활동하였다.